# George Lawrence (Gärtner)
George Lawrence (Geburt und Tod sind unbekannt) war ein englischer Gärtner. Sein offizielles botanisches Autorenkürzel lautet „Lawr.“.

## Leben und Wirken
George Lawrence war der Gärtner von Reverend Father Theodore Williams (1785–1875) im Pfarrhaus von  Hendon (Middlesex). 1841 publizierte er einen Katalog mit 222 Arten und Varietäten der Kakteengewächse, die er in die neun Gattungen Anhalonium, Mammilaria, Echinocactus, Echinofossulocactus, Echinonyctanthus, Melocactus, Pilocereus, Cereus und Astrophyton einordnete. 
Der von ihm aufgestellte, lange Gattungsname Echinofossulocactus war lange Zeit umstritten. Einige der von ihm unter diesem Namen zum ersten Mal beschriebenen Arten sind heute der Gattung Stenocactus zugeordnet.

## Schriften
- Catalogue of Cacti in the Collection of the Rev. Theodore Williams, at Hendon Vicarage, Middlesex. In: Gardener’s Magazine and Register of Rural and Domestic Improvement. Neue Folge, Band 7, London 1841, S. 313–319 (online).